# Informatica Feminale
Die Informatica Feminale (IF) ist ein bundesweit ausgerichtetes Projekt, das 1997 im Studiengang Informatik an der Universität Bremen begründet wurde und jährlich als zweiwöchige Sommeruniversität für Frauen veranstaltet wird. Sie bringt Wissenschaftlerinnen mit Studentinnen aller Informatikstudiengänge sowie Schülerinnen und ausgebildete Frauen mit Interesse an Informatik und informatikverwandten Themen zusammen. Nach diesem Vorbild findet seit 2001 die Informatica Feminale Baden-Württemberg als Projekt des Ministeriums für Wissenschaft, Forschung und Kunst im jährlichen Wechsel an der Hochschule Furtwangen und der Albert-Ludwigs-Universität Freiburg statt.

## Programm
Das Programm setzt sich aus Workshops, Seminaren, Vorlesungen, Exkursionen und Vorträgen zusammen. Es gibt zu den unterschiedlichsten Themengebieten Angebote, etwa Robotik, Programmierung, Design, Web-Technologien, Projektmanagement, Linux / Open Source und Soft Skills. Bei der erfolgreichen Teilnahme kann man ECTS-Punkte erwerben.
Darüber hinaus ist das monoedukative Angebot gut zum Netzwerken geeignet.

## Übernahme des Konzepts an andere Universitäten
Das in Bremen entwickelte deutschlandweite Konzept der Informatica Feminale wurde international und national übernommen. Seit 2001 gibt es die informatica feminale Baden-Württemberg, seit 2003 die ditact_women´s IT summer studies an der Universität und Fachhochschule Salzburg, Österreich und seit 2005 den Computing Women Congress in Hamilton, Neuseeland.

## Vergleichbare Modelle
Das Konzept wurde in Bremen weiterentwickelt und ausgebaut zu einer Ingenieurinnen-Sommeruni, welche sich an Frauen aus den Ingenieurwissenschaften richtet. Das Netzwerk Frauen.Innovation.Technik (F.I.T), welches auch die informatica feminale Baden-Württemberg anbietet, organisiert auch die Frühjahrshochschule meccanica feminale für Studentinnen und interessierte Frauen aus dem Maschinenbau, der Elektrotechnik und Wirtschaftsingenieurwesen. Zudem bietet es eine Wanderausstellung „Patente Frauen“ an.

## Finanzierung
Die Informatica Feminale finanziert sich aus Mitteln der Universität Bremen und durch Sponsoring.